# Marc-André Bergeron
Marc-André Bergeron (* 13. října 1980 St-Louis-de-France, Kanada) je bývalý kanadský profesionální hokejista.
V NHL prošel postupně týmy Minnesota Wild, Edmonton Oilers, New York Islanders, Anaheim Ducks, Montreal Canadiens, Tampa Bay Lightning a Carolina Hurricanes, tři sezóny odehrál za švýcarský ZSC Lions.

## Ocenění a úspěchy
- 2000/01 CHL Defenceman of the Year
- 2000/01 CHL 1. All-Star Team
- 2000/01 Emile Bouchard Trophy
- 2000/01 Nejproduktivnější obránce QMJHL

## Klubové statistiky
| Sezona       | Klub                        | Soutěž       | Základní část | Základní část | Základní část | Základní část | Základní část | Play off | Play off | Play off | Play off | Play off |
| Sezona       | Klub                        | Soutěž       | Z             | G             | A             | B             | TM            | Z        | G        | A        | B        | TM       |
| ------------ | --------------------------- | ------------ | ------------- | ------------- | ------------- | ------------- | ------------- | -------- | -------- | -------- | -------- | -------- |
| 1997/1998    | Baie-Comeau Drakkar         | QMJHL        | 40            | 6             | 14            | 20            | 48            | —        | —        | —        | —        | —        |
| 1998/1999    | Baie-Comeau Drakkar         | QMJHL        | 46            | 8             | 14            | 22            | 57            | —        | —        | —        | —        | —        |
| 1998/1999    | Shawinigan Cataractes       | QMJHL        | 24            | 6             | 7             | 13            | 66            | 5        | 2        | 2        | 4        | 24       |
| 1999/2000    | Shawinigan Cataractes       | QMJHL        | 70            | 24            | 50            | 74            | 173           | 13       | 4        | 7        | 11       | 45       |
| 2000/2001    | Shawinigan Cataractes       | QMJHL        | 69            | 42            | 69            | 111           | 185           | 10       | 4        | 11       | 15       | 24       |
| 2001/2002    | Hamilton Bulldogs           | AHL          | 50            | 2             | 13            | 15            | 61            | 9        | 1        | 4        | 5        | 8        |
| 2002/2003    | Hamilton Bulldogs           | AHL          | 66            | 8             | 31            | 39            | 73            | 20       | 0        | 7        | 7        | 25       |
| 2002/2003    | Edmonton Oilers             | NHL          | 5             | 1             | 1             | 2             | 9             | 1        | 0        | 1        | 1        | 0        |
| 2003/2004    | Edmonton Oilers             | NHL          | 54            | 9             | 17            | 26            | 26            | —        | —        | —        | —        | —        |
| 2003/2004    | Toronto Roadrunners         | AHL          | 17            | 4             | 3             | 7             | 23            | —        | —        | —        | —        | —        |
| 2004/2005    | Trois-Rivières Caron & Guay | LNAH         | 10            | 7             | 5             | 12            | 6             | —        | —        | —        | —        | —        |
| 2004/2005    | Brynäs IF                   | SEL          | 10            | 3             | 2             | 5             | 72            | —        | —        | —        | —        | —        |
| 2005/2006    | Edmonton Oilers             | NHL          | 75            | 15            | 20            | 35            | 38            | 18       | 2        | 1        | 3        | 14       |
| 2006/2007    | Edmonton Oilers             | NHL          | 55            | 8             | 17            | 25            | 28            | —        | —        | —        | —        | —        |
| 2006/2007    | New York Islanders          | NHL          | 23            | 6             | 15            | 21            | 10            | 5        | 1        | 1        | 2        | 6        |
| 2007/2008    | New York Islanders          | NHL          | 46            | 9             | 9             | 18            | 16            | —        | —        | —        | —        | —        |
| 2007/2008    | Anaheim Ducks               | NHL          | 9             | 0             | 1             | 1             | 4             | —        | —        | —        | —        | —        |
| 2008/2009    | Minnesota Wild              | NHL          | 72            | 14            | 18            | 32            | 30            | —        | —        | —        | —        | —        |
| 2009/2010    | Hamilton Bulldogs           | AHL          | 3             | 0             | 6             | 6             | 0             | —        | —        | —        | —        | —        |
| 2009/2010    | Montreal Canadiens          | NHL          | 60            | 13            | 21            | 34            | 16            | 19       | 2        | 4        | 6        | 10       |
| 2010/2011    | Norfolk Admirals            | AHL          | 13            | 2             | 6             | 8             | 6             | —        | —        | —        | —        | —        |
| 2010/2011    | Tampa Bay Lightning         | NHL          | 23            | 2             | 6             | 8             | 8             | 14       | 2        | 1        | 3        | 9        |
| Celkem v NHL | Celkem v NHL                | Celkem v NHL | 422           | 77            | 125           | 202           | 185           | 57       | 7        | 8        | 15       | 39       |